# Sisters (Band)
Sisters (stilisierte Eigenschreibweise: S!sters) war ein deutsches Pop-Duo, bestehend aus Carlotta Truman und Laura Kästel. Sie wurden für das Lied Sister zusammengebracht, mit dem sie für Deutschland beim Eurovision Song Contest 2019 antraten. Im Februar 2020 trennten sie sich.

## Geschichte
Das Duo wurde im Januar 2019 gegründet. Der NDR suchte zwei Interpretinnen für das Lied Sister, das von Laurell Barker, Marine Kaltenbacher, Tom Oehler und Thomas Stengaard bereits im Songwriting-Workshop der Schweiz für die Schweizer Vorentscheidung ESC 2018 – Entscheidungsshow geschrieben worden war, dort aber nicht die Live-Sendung erreicht hatte. Es sollte ohne Jury-Vorauswahl an der deutschen Vorentscheidung Unser Lied für Israel teilnehmen. Der NDR stellte daraufhin Laura Kästel und Carlotta Truman zum Duo Sisters zusammen.
Im Februar gewannen sie mit der Höchstpunktzahl von 12 Punkten vom Televoting und von der internationalen Fachjury die deutsche Vorentscheidung und repräsentierten Deutschland beim Eurovision Song Contest 2019 im israelischen Tel Aviv. Beim dortigen Finale am 18. Mai erhielten sie von der internationalen Jury 24 Punkte und belegten im Jury-Voting den 21. Platz. Als einzige Teilnehmer erhielten sie vom Publikum keine Punkte im Televoting. Damit belegte das Duo den 25. Gesamtrang von 26 Teilnehmern.
Zunächst hatte das Duo mit 32 Punkten aus dem Jury-Voting den 24. Rang belegt, aber die EBU korrigierte am 22. Mai 2019 die Punkte der belarussischen Jury. Diese war wegen Äußerungen über ihr Abstimmverhalten im Halbfinale, was gegen die Verschwiegenheitspflicht verstieß, bereits vor dem Finale disqualifiziert worden. Ersatzweise wurden die belarussischen Jury-Punkte durch einen an den Jury-Wertungen anderer Länder orientierten Algorithmus berechnet. Bei der Liveübertragung wurde jedoch durch ein Versehen eine zu hohe Wertung verlesen; durch die nachträgliche Korrektur des deutschen Ergebnisses um acht Punkte fielen Sisters auf den vorletzten Platz zurück.